# Да живееш от любов
Да живееш от любов (на испански: Vivir de amor) е мексиканска теленовела, режисирана от Фернандо Несме и Сандра Шифнер и продуцирана от Салвадор Мехия за ТелевисаУнивисион през 2024 г. Версията, написана от Катя Родригес Естрада и Доменика Тарейо, е базирана на португалско-бразилската теленовела Кръвни връзки от 2010 г., създадена от Педро Лопеш и Агиналдо Силва.
В главните роли са Кимбърли дос Рамос, Емануел Паломарес, Марилус Бермудес и Хуан Диего Коварубиас, а в отрицателните – Гала Монтес, Джошуа Гутиерес и Габриела Спаник.

## Сюжет
Преди 20 години семейство Олмо претърпява отвличането на дъщеря си Фрида. Бащата на момичето умира, когато се сблъсква с престъпниците. Полицията не може да открие непълнолетната и я счита за мъртва. Те пренебрегват идеята, че момичето е успяло да избяга и пресича пътя на Алма и Антонио, които току-що са погребали дъщеря си Ребека. Имайки предвид дълбоката болка от загубата си, те решават да отгледат Фрида и да я представят за Ребека, тяхната мъртва дъщеря.
Ребека израства в скромна среда, която ненавижда, и след като научава истинския си произход, тя решава да отмъсти на кръвното си семейство, мислейки, че са я изоставили на произвола на съдбата. Гневът ѝ се съсредоточава върху сестра ѝ Анхели, на която завижда за това, че е имала живот, и която също току-що обявява годежа си с богатия и привлекателен бизнесмен Хосе Емилио Аранда Риверо Кеяр.
Дон Емилио, главата на на семейство Риверо Кеяр, получава инсулт, когато открива, че неговият внук Мисаел е извършил измама за милиони долари на компанията и Хосе Емилио трябва да я спаси от фалит.
Злото на Ребека и Мисаел се изправя срещу благородството и праведния нрав на Хосе Емилио и Анхели, които трябва да се борят със сърцата си, за да защитят любовта си, и да се борят с истината срещу лъжите, които заплашват да ги унищожат.

## Актьори
- Кимбърли дос Рамос – Анхели дел Олмо Сандовал де Аранда
- Емануел Паломерас – Хосе Емилио Риверо Кеяр
- Гала Монтес – Фрида дел Олмо Сандовал / Ребека Рамирес
- Джошуа Гутиерес – Мисаел Риверо Кеяр
- Габриела Спаник – Моника Риверо Кеяр
- Амаирани – Елена дел Олмо
- Магда Карина – Алма Рамирес
- Еухения Каудуро – Кристина Риверо Кеяр
- Франсиско Гаторно – Антонио Санчес
- Ерик дел Кастийо – Емилио Риверо Кеяр
- Рене Стриклер – Адолфо Пастрана
- Маурисио Аспе – Армандо Фуего
- Хуан Диего Коварубиас – Лусиано Гарса
- Марилус Бермудес – Фатима Риверо Кеяр
- Роберто Романо – Бруно Фонсека
- Маурисио Муела – Икер Белтран
- Марко Леон – Себастиан Брисеньо
- Малилани Марин – Химена Диас
- Аданели Нунес – Гуадалупе Мендес
- Исабел Мадов – Уанда Кармин
- Исадора Гонсалес – Джи Коркуера
- Алесио Валентини – Лукас Фариас
- Рената Чакон – Матилде Гарса
- Матео Камачо – Габриел Алварес
- Паола Асани – Сандра Фернандес
- Барбара Ислас – Дорис Мендоса
- Патрисио Хосе – Ренато Ескивел
- Енрике Монтаньо – Луис Фариас
- Крисия Пресиадо – Ромина Кастийо
- Фидел Сисумбо – Сантяго дел Олмо Сандовал
- Мирта Рене – Мариса Гарсия
- Еми Дукон – Хавиер Гарса Кастийо
- Рехис – Лоли Гарсия
- Лео Каста – Браян Малдонадо
- Орландо Сантана – Мемо
- Емилио Паласиос – Рамиро Лопес
- Яел Фернандес – Аксел
- Перла Корона – Агент Корал
- Джоселин Гарсилия – Дулсе Риверо Кеяр
- Мануел Ригеса – Кармело Хименес
- Кристиан де ла Кампа – Улисес дел Олмо
- Андре Себастиан – Педрито
- Марсело Букет – Маурисио

## Премиера
Премиерата на „Да живееш от любов“ е на 29 януари 2024 г. по Las Estrellas. Последният 130. епизод е излъчен на 26 юли 2024 г.
| Година | Излъчване                 | Брой епизоди | Премиера       | Премиера         | Финал       | Финал            |
| Година | Излъчване                 | Брой епизоди | Дата           | Зрители (в млн.) | Дата        | Зрители (в млн.) |
| ------ | ------------------------- | ------------ | -------------- | ---------------- | ----------- | ---------------- |
| 2024   | понеделник-петък 16:30 ч. | 130          | 29 януари 2024 | 4.5              | 26 юли 2024 |                  |

## Продукция

### Разработване
На 31 август 2023 г. е обявено, че Салвадор Мехия започва предпродукцията на следващата си теленовела. Записите на теленовелата започват на 6 ноември 2023 г.

### Кастинг
На 9 октомври 2023 г. Габриела Спаник, Амаирани, Магда Карина, Еухения Каудуро, Франсиско Гаторно и Ерик дел Кастийо са обявени като част от актьорския състав. Два дни по-късно е съобщено, че Емануел Паломарес ще изпълнява главната мъжка роля. На 17 октомври 2023 г. е обявено, че Кимбърли дос Рамос ще изпълнява главната женска роля, а Гала Монтес и Джош Гутиерес – отрицателните роли.

## Версии
- Кръвни връзки (оригинална история), португалско-бразилска теленовела от 2010 г., режисирана от Бруно Хосе и Патрисия Секейра и продуцирана от SP Televisão, SIC и Реде Глобо, с участието на Диана Чавес и Диого Моргадо.